# TVN News and Services Agency
TVN News and Services Agency (Agencja TVN) – polska agencja informacyjna należąca do Grupy TVN. Założona 9 listopada 2009 roku

## Program 1
- 1. 9 listopada 2009 – początek działalności Agencji TVN jako pierwszej w Polsce agencji informacyjnej produkującej wideodepesze oraz świadczącej usługi broadcastingowe[1].
- 2. 12-28 lutego 2010 – obsługa igrzysk olimpijskich w Vancouver. Agencja umożliwiła realizację wejść „na żywo” oraz wysyłkę materiałów wideo i prowadzenie serwisu olimpijskiego z treściami wideo produkowanymi przez redakcje nSport, TVN24 i Fakty TVN[2].
- 3. 10 kwietnia 2010 – obsługa zagranicznych mediów informujących po katastrofie samolotu prezydenckiego pod Smoleńskiem. Agencja zrealizowała ponad 100 wejść na żywo, kilkanaście transmisji z różnych uroczystości, obsłużyła ponad 40 stacji telewizyjnych[3].
- 4. 20 czerwca – 4 lipca 2010 – obsługa produkcyjna i transmisyjna przyspieszonych wyborów prezydenckich. Agencja TVN uruchomiła specjalny serwis „Wybory Prezydenckie 2010” obejmujący aktualne materiały wideo związane z kampanią wyborczą oraz archiwalne materiały o kandydatach, pochodzące z zasobów TVN i TVN24[4].
- 5. 21 listopada – 9 grudnia 2010 – obsługa produkcyjna i transmisyjna wyborów samorządowych w Polsce
- 6. 2011 – obsługa przygotowań i prezydencji Polski w Radzie Unii Europejskiej
- 7. 1 sierpnia 2011 – Agencja TVN zostaje wyłącznym dystrybutorem materiałów CNN Newsource na polskim rynku[5].
- 8. 17 sierpnia 2011 – uruchomienie platformy x-news, serwisu agencyjnego i multimedialnej bazy materiałów informacyjnych z klipami wideo, audio i zdjęciami[6].
- 9. 9 października 2011 – obsługa wyborów parlamentarnych w Polsce
- 10. 8 czerwca – 1 lipca 2012 – Mistrzostwa Europy w piłce nożnej. Agencja TVN zrealizowała 4600 minut transmisji satelitarnych na potrzeby m.in. Al Jazeery, ARD, BBC, France 24 i Sky Sports. W serwisie specjalnym „Euro” znajdującym się na platformie x–news opublikowanych zostało 3000 klipów newsowych o łącznej długości ponad 50 godzin, w tym 2000 klipów w dwóch wersjach językowych: polskiej i angielskiej[7].
- 11. 17 lipca 2012 – rozpoczęcie współpracy z Agencją Gazeta. Agencja TVN pośredniczy w sprzedaży zdjęć Agencji Gazeta, która z kolei promuje materiały wideo dostępne na x-news[8].
- 12. 15 września 2012 – start serwisu specjalnego T-Mobile Ekstraklasa w x–news. W czasie rundy jesiennej piłkarskiej ekstraklasy Agencja TVN wyprodukowała kilkaset newsowych klipów wideo, które media mogą bezpłatnie wykorzystywać.
- 13. 27 września 2012 – uruchomienie x-link, narzędzia pozwalającego embedować materiały wideo z x–news. X–link pozwala także klientom mediowym i korporacyjnym na publikowanie treści wideo na swoich stronach internetowych z wykorzystaniem technologii embedowania oraz z możliwością edycji klipów on-line[9].

## Działalność

### Platforma x-news
Agencja TVN publikuje w serwisie x-news wideodepesze dotyczące najważniejszych polskich i zagranicznych wydarzeń politycznych, społecznych, sportowych, gospodarczych i kulturalnych. Klipy wideo powstają w oparciu o materiały źródłowe stacji TVN, TVN24, TVN CNBC, TVN Meteo oraz współpracujących z Agencją TVN dostawców zewnętrznych. Zdjęcia do serwisu foto dostarcza Agencja Gazeta. X-news jest także platformą dystrybucji materiałów promocyjnych Grupy TVN i umożliwia pobieranie bezpłatnych materiałów korporacyjnych oraz zamawianie materiałów z platformy Kontakt 24.
Materiały w x-news podzielone są na działy tematyczne: Polska, Świat, Show-biznes, Sport, Meteo, Motoryzacja. Podczas ważnych wydarzeń Agencja uruchamia serwisy np. z okazji Mistrzostw Europy w Piłce Nożnej lub wyborów prezydenckich w USA. Z serwisu x-news.pl korzystają redakcje polskich mediów, agencje PR, organizacje, instytucje państwowe, firmy. Przeglądanie zamieszczonych na nim materiałów jest bezpłatne.

### Serwisy informacyjne
W oparciu o materiały publikowane na platformie x-news oraz zasoby archiwalne i kreatywne Agencja TVN produkuje specjalistyczne serwisy informacyjne dla mediów i firm.

### Broadcasting
Agencja TVN świadczy usługi transmisyjne – od wynajmu sprzętu i ludzi po kompleksową obsługę broadcastingową – z wykorzystaniem zaplecza technologicznego stacji TVN24.
Za jej pośrednictwem można wynająć m.in. helikopter telewizyjny Robinson R44 Raven II Newscopter HD.

### Współpraca z klientami korporacyjnymi
Na zlecenie firm Agencja TVN produkuje i dystrybuuje do mediów newsowe materiały wideo (tzw. extranewsy) dotyczące korporacyjnych wydarzeń, np. premier produktów i usług, konferencji, relacji z targów. Agencja zajmuje się także realizacjami telewizyjnymi, tworzeniem filmów korporacyjnych i prezentacji multimedialnych (z wykorzystaniem wirtualnego studia) oraz budową multimedialnych serwisów internetowych umożliwiających streaming materiałów wideo.

### Dystrybucja materiałów archiwalnych
Agencja TVN zajmuje się także sprzedażą licencji na wykorzystanie fragmentów materiałów archiwalnych. Należą do nich materiały newsowe pochodzących z programów informacyjnych stacji telewizyjnych Grupy TVN („Fakty” i programy emitowane w TVN24) od 1997 roku, materiały redakcyjne – fragmenty programów rozrywkowych, kulturalnych, biznesowych, motoryzacyjnych, poradnikowych, materiałów ilustracyjnych i ujęć kreatywnych, oraz zdjęcia lotniczych w jakości HD. Agencja TVN jest także wyłącznym przedstawicielem AP Archive w Polsce, do której zbiorów należą materiały gromadzone od 1929 r.